# Josep Comas i Solà
Josep Comas i Solà (în catalană) sau José Comas y Solá (în spaniolă) (Barcelona, 19 decembrie 1868 – 2 decembrie 1937) a fost un astronom spaniol catalan.

## Biografie
Laureat al Universității din Barcelona în științe fizice și matematice, și-a început cariera la Observatorul Catalan de la Sant Feliu de Guíxols, unde a lucrat din 1897 până în 1899.
Din 1902 până în 1904 a condus lucrările de construcție ale Observatorului Fabra, pe muntele Tibidabo la Barcelona, devenind primul director al acestuia, funcție pe care a avut-o până la moartea sa survenită în 1937.
În 1910 a fost primit în Academia Regală de Științe și Arte din Barcelona. În 1911 a fost unul dintre fondatorii și primul președinte  al Sociedad Astronómica de España y América (în română: „Societatea astronomică di Spania și din America”).
A condus Revista de la Sociedad Astronómica de España y América o Urania și Boletín del Observatorio Fabra (secțiunea Astronomica.
Contribuțiile lui Josep Comas i Solà la cultura spaniolă au mers și dincolo de astronomie. A fost unul dintre fondatorii primei stații spaniole de radio, EAJ-1 Radio Barcelona, cât și între cei ai primei societăți aeronautice spaniole, Associació de Locomoció Aèria, creată în 1908. În sfârșit, s-a interesat și de seismologie.

## Descoperiri
A observat planetele, între care Marte și Saturn, măsurând perioada de rotație acesteia din urmă. A scris multe cărți popularizând astronomia și a fost primul președinte al Sociedad Astrónomica de España y América.
A descoperit cometa periodică 32P/Comas Solá și a codescoperit cometa neperiodică C/1925 F1 (Shajn-Comas Sola). A mai descoperit și câțiva asteroizi.

Asteroizii 1102 Pepita (de la pseudonimul său, Pepito) și 1655 Comas Solá îi poartă numele.
În 1907, a declarat că a observat întunecarea limbului lui Titan, un satelit al lui Saturn, dovedind, pentru prima dată, că acest corp posedă o atmosferă.
| 804 Hispania    | 20 martie 1915     |
| 925 Alphonsina  | 13 ianuarie 1920   |
| 945 Barcelona   | 3 februarie 1921   |
| 986 Amelia      | 19 octombrie 1922  |
| 1102 Pepita     | 5 noiembrie 1928   |
| 1117 Reginita   | 24 mai 1927        |
| 1136 Mercedes   | 30 octombrie 1929  |
| 1188 Gothlandia | 30 septembrie 1930 |
| 1626 Sadeya     | 10 ianuarie 1927   |
| 1655 Comas Sola | 28 noiembrie 1929  |
| 1708 Pólit      | 1 decembrie 1929   |

## Lucrări
Josep Comas i Solà a fost un activ popularizator al astronomiei; a scris peste 1.500 de articole între 1883 și 1937 pentru cotidianul La Vanguardia.
În afară de articole de popularizare, a scris numeroase articole științifice  de astronomie și de seismologie.
A scris, de asemenea, diferite cărți de astronomie, între care El cielo, Novísima astronomía ilustrada în 1927, și Astronomía în 1935.
- J. Comas i Solà: Astronomía y Ciencia General (1907)
- J. Comas i Solà: El cielo. Novísima astronomía ilustrada (1929, Casa Editorial Seguí). A fost timp de mai mulți ani o referință permanentă pentru împătimiții de știință.
- J. Comas i Solà: Astronomía (1952, Editorial Labor, S.A., ISBN 84-335-5201-5)
- J. Comas i Solà: Astronomía (1970, Editorial Ramón Sopena, S.A., ISBN 84-303-0169-0)
- J. Comas i Solà: Astronomía, tom 1 (Espasa-Calpe, S.A., ISBN 84-239-6722-0)
- J. Comas i Solà: Astronomía, tom 2 (Espasa-Calpe, S.A., ISBN 84-239-6723-9)
- J. Comas i Solà: El espiritismo ante la ciencia: estudio crítico sobre la mediumnidad (1986, Alta Fulla Editorial, ISBN 84-86556-10-4)